# HDB2
Kod HDB2 (ang. high density bipolar code) – jeden z kodów transmisyjnych i pseudoternarnych. Kod HDB-2 posiada cechy potrzebne do wykonania transmisji mimo ograniczeń narzuconych przez kanał transmisyjny oraz urządzenia z nim współpracujące. Kod ten posiada trzy stany sygnału kodowego pomimo faktu, iż sygnał informacyjny ma tylko dwa stany. Oprócz tego zawiera również elementy liniowe, których czas trwania jest równy połowie okresu charakterystycznego T. Trzy poziomy sprawiają, że  sygnał posiada dogodne własności widmowe zmniejszając poziom zakłóceń interferencyjnych i poprawiając zasięg i jakość transmisji. Częste zmiany stanu sygnału (również wtedy gdy stan sygnału pozostaje niezmieniony) zapewniają dobre właściwości synchronizacyjne.
Właściwości sygnału:
1. Brak składowej stałej.
2. Dobre właściwości detekcyjne.
3. Możliwość odtworzenia elementowej podstawy czasu.
4. Możliwość zachowania synchronizacji między nadajnikiem a odbiornikiem.
5. Nie wprowadza dodatkowych bitów do słowa kodowego.
6. Widmo gęstości mocy skoncentrowane w możliwie najwęższym paśmie.
7. Niski poziom widma gęstości mocy przy częstotliwości bliskiej zerowej.

Kod przekształca element „1” na impulsy dodatnie i ujemne przemiennie, a element „0” na zerowy poziom sygnału chyba że występuje ciąg zer o długości większej niż dwa. W takim przypadku każde trzecie zero jest zastępowane impulsem o polaryzacji odpowiadającej polaryzacji ostatniego impulsu (zakłócenie reguły przemienności). Polaryzacja jest zmieniana z impulsu na impuls (brak zastępowania długich sekwencji zer ciągami impulsów o tej samej polaryzacji), co zapobiega uwydatnianiu niechcianej niskoczęstotliwościowego fragmentu widma.
Wady kodu:
1. Niska odporność na zakłócenia wynikająca z liczby poziomów sygnału.
2. Zasada kodowania umożliwia propagacje błędów.
3. Niemożność natychmiastowego kodowania i dekodowania sygnału (przed nadaniem impulsu analizowane są każde trzy pozycje sekwencji binarnej).

Zasada działania dekodera błędów
Dekoder błędów wykrywa błędy korzystając z własności kodu wynikających ze sposobu jego tworzenia. Jako że jedynki są kodowane z naprzemienną polaryzacją, błąd zostanie zgłoszony przy wykryciu w kodzie dwóch jedynek o tej samej polaryzacji. Poza tym w kodzie nie może się pojawić ciąg zer o długości większej niż dwa - jeśli jest inaczej, dekoder zasygnalizuje błąd. 
Wady dekodera:
1. Możliwe przekłamania w poszczególnych elementach słowa kodowego.
2. Przy kodowaniu więcej niż dwóch zer występują zakłócenia w przemienności polaryzacji kodu - możliwe błędy dekodera.